# Víctor Rangel
Víctor Rangel Ayala (11 de març de 1957) és un exfutbolista mexicà i entrenador.

## Selecció de Mèxic
Va formar part de l'equip mexicà a la Copa del Món de 1978.
Entrenà clubs com el Club Tijuana fins a desembre de 2007, i Atlético Mexiquense el juny de 2008.